# 安东宁·诺沃提尼
安东宁·诺沃提尼（捷克語：Antonín Novotný；1904年12月10日—1975年1月28日），捷克斯洛伐克共产党斯大林派领袖，堅持斯大林路線，拒絕改革。捷克斯洛伐克总统（1957—1968）、捷克斯洛伐克共产党第一书记（1953—1968）。

## 履历
1904年生于一个工人家庭，作过锁匠学徒，当过钳工。1921年加入捷克斯洛伐克共产党。1930年代曾任捷共布拉格州和藿多宁州州委书记。德军占领期间，任布拉格地下党组织领导人之一。1941年9月被捕，到1945年获释。
1946年后历任党中央委员，中央书记，中央主席团委员等。并任政府副总理，民族阵线中央委员会主席。1953年3月继任克莱门特·哥特瓦尔德为捷共中央第一书记。1957年后兼任共和国总统。
失去俄共布里茲涅夫的支持後，試圖發動軍事政變，因被揭發而失敗，1968年1月被解除党中央第一书记职务。3月辞去总统职务，5月被免去中央委员职务，并被开除党籍。
1971年5月召开的党代表大会上达成一项妥协：诺沃提尼被恢复党内的地位，以换取对被赶下台的杜布切克的宽大处理。
1975年1月在国家养老院因心脏病去世。

## 荣誉与奖项
捷克斯洛伐克
- 1947年 - 捷克斯洛伐克战争十字勋章（1939年版）[2]
- 1947年 - 二战全国抵抗运动纪念奖章[2]
- 1949年 - 1948年2月25日勋章[2]
- 1954年 - 克莱门特·哥特瓦尔德勋章
- 1955年 - 克莱门特·哥特瓦尔德勋章
- 1964年 - 社会主义劳动英雄荣誉称号，金星奖章[3]
- 1965年 - 捷克斯洛伐克解放20周年纪念奖章[2]

其他国家
- 1960年 - 柬埔寨王家勋章
- 1966年 - 尼罗河勋章（埃及）